# Robert Masih Nahar
Robert Masih Nahar, né le 5 septembre 1974, est un homme politique espagnol membre de la Gauche républicaine de Catalogne (ERC).

## Biographie

### Vie privée
Il est membre fondateur de la fédération catalane de criquet.

### Profession
Il travaille dans le milieu de l'immigration et de l'intégration.

### Activités politiques
Le 1er février 2017, il devient sénateur pour Barcelone au Sénat en substitution de Santiago Vidal démissionnaire.